# Serbisk dinar
Nya Serbisk dinar (Din - српски динар) är den valuta som används i Serbien. Valutakoden är RSD. 1 Dinar = 100 para.
Valutan infördes 2003 efter en valutarefom och ersatte den tidigare jugoslavisk dinaren. Valutakoden byttes från YUM till CSD och ändrades sedan till RSD när nationen delades.
Dinar har varit namnet på den serbiska valutan i olika former under alla tider och omnämns redan 1214 under Nemanjić-ätten.

## Användning
Valutan ges ut av National Bank of Serbia / Народна Банка Србије - НБС som grundades 1884 och ombildades 2003. NBS har huvudkontoret i Belgrad vilket är huvudstad i Serbien där valutan används dagligdags. Valutan används även dagligdags i norra Kosovo samt i Gračanica.

## Valörer
- mynt: 1, 2, 5, 10 och 20 Dinar
- underenhet: 50 para
- sedlar: 10, 20, 50, 100, 200, 500, 1000, 2000 och 5000 RSD